# 658787 Alksnis
658787 Alksnis è un asteroide della fascia principale. Scoperto nel 2017, presenta un'orbita caratterizzata da un semiasse maggiore pari a 3,091567 UA e da un'eccentricità di 0,205353, inclinata di 10,225162° rispetto all'eclittica.